# Simone Plourde
Simone Plourde, född 8 juli 2000, är en friidrottare från Kanada. Hon deltog vid olympiska sommarspelen 2024.